# Угломер (сазвежђе)
Угломер (лат. Norma) је једно од 88 савремених сазвежђа. Налази се на јужној хемисфери и нема сјајних звезда. Креирао га је у 18. веку француски астроном Никола Луј де Лакај. Његово име на латинском значи „прав угао“ и само сазвежђе представља тесарски угаоник (винклу). Лакај је ово сазвежђе првобитно назвао „Угаоник и лењир“ (фр. l'Equerre et la Règle, лат. Norma et Regula), али је име касније скраћено на данашњи облик.

## Звезде
У Угломеру нема именованих звезда, нити звезда сјајнијих од четврте мегнитуде. Алфа и бета Угломера не постоје, звезде које су носиле ове ознаке су припојене Шкорпији као N и H Шкорпије.
Најсјајнија звезда сазвежђа је гама-2 Угломера, џин класе G8 магнитуде 4,02. Гама-1 Угломера је суперџин класе F9, магнитуде 4,99.
Епсилон Угломера има магнитуду од 4,47 и представља вишеструки систем кога чини два пара спектроскопских двојних звезда. Овај систем је од Сунца одаљен око 600 светлосних година.

## Објекти дубоког неба
С обзиром на то да кроз Угломер пролази Млечни пут, ово сазвежђе садржи доста занимљивих објеката дубоког неба. Маглина Мрав је млада планетарна маглина која је од Сунца удаљена 3.000 — 6.000 светлосних година. Маглина Фини прстен је још једна планетарна маглина. Од Сунца је удаљена око 1000 светлосних година, а на небу се налази у близини гаме Угломера.
NGC 6067 и NGC 6087 су отворена звездана јата. Најсјајнија од четрдесетак звезда NGC 6087 је  Угломера, пулсирајућа променљива.
NGC 6164 и NGC 6165 формирају емисиону маглину у облику слова S у чијем се средишту налази звезда која има 40 пута већу масу од Сунца.
- Планетарна маглина Мрав
- Планетарна маглина Фини прстен
- Отворено звездано јато